# Shah Mehmood Qureshi
Shah Mehmood Qureshi (en ourdou شاه محمود قریشی), né le 22 juin 1956 à Murree, est un homme politique pakistanais. Il a été deux fois ministre des Affaires étrangères, de 2008 à 2011 quand il est membre du Parti du peuple pakistanais, puis de 2018 à 2022 après avoir rejoint le Mouvement du Pakistan pour la justice.

## Jeunesse et éducation
Shah Mehmood Qureshi est né le 22 juin 1956 à Murree, dans le district de Rawalpindi situé dans le nord de la province du Pendjab. Sa famille serait descendante du saint soufi Bahauddin Zakariya dont le mausolée se trouvant à Multan serait une source de revenus importante pour la famille. Son père a notamment été sénateur et gouverneur du Pendjab. 
Mehmood Qureshi est diplômé du Forman Christian College de Lahore ainsi que du Corpus Christi College de l'université de Cambridge où il a obtenu une qualification en droit.

## Carrière politique

### Débuts
Shah Mehmood Qureshi est député de l'Assemblée provinciale du Penjab de 1985 à 1993. En 1988, il rejoint la Ligue musulmane du Pakistan (N) menée par Nawaz Sharif. C'est donc sous cette étiquette qu'il est élu député provincial en 1988. Mais en 1990, il quitte la Ligue de Nawaz Sharif pour la Ligue de Muhammad Khan Junejo et est réélu député provincial cette même année lors des élections législatives.

### Parti du peuple pakistanais
En 1993, il rejoint le Parti du peuple pakistanais et est ensuite par la première fois élu député à l'Assemblée nationale lors des élections législatives de la même année. Il perd cependant son siège après les élections de 1997. Il remporte de nouveau son siège en 2002, puis le conserve à la suite des élections de 2008. Durant ces dernières élections, il remporte le scrutin dans la première circonscription de Multan avec 56,4 % des voix contre deux autres candidats.
Après la victoire du Parti du peuple pakistanais aux élections législatives de 2008 et la formation d'un gouvernement de coalition, Shah Mehmood Qureshi a été candidat pour être le candidat du PPP au poste de Premier ministre. Après son échec, il est nommé ministre des affaires étrangères dans le gouvernement de Youssouf Raza Gilani, succédant à Inam ul-Haq. Le 9 février 2011, après un important remaniement ministériel, il est remplacé par Hina Rabbani Khar, une députée de Muzaffargarh à l'Assemblée nationale.
Shah Mehmood Qureshi est alors à ce moment en conflit avec le gouvernement, notamment en raison de l'affaire Raymond Davis. Il aurait donc été renvoyé pour ces divergences ou bien aurait alors choisi de prendre ses distances avec le gouvernement. Après la mort d'Oussama ben Laden le 2 mai, il appelle le Premier ministre et le président à démissionner.

### Mouvement pour la justice

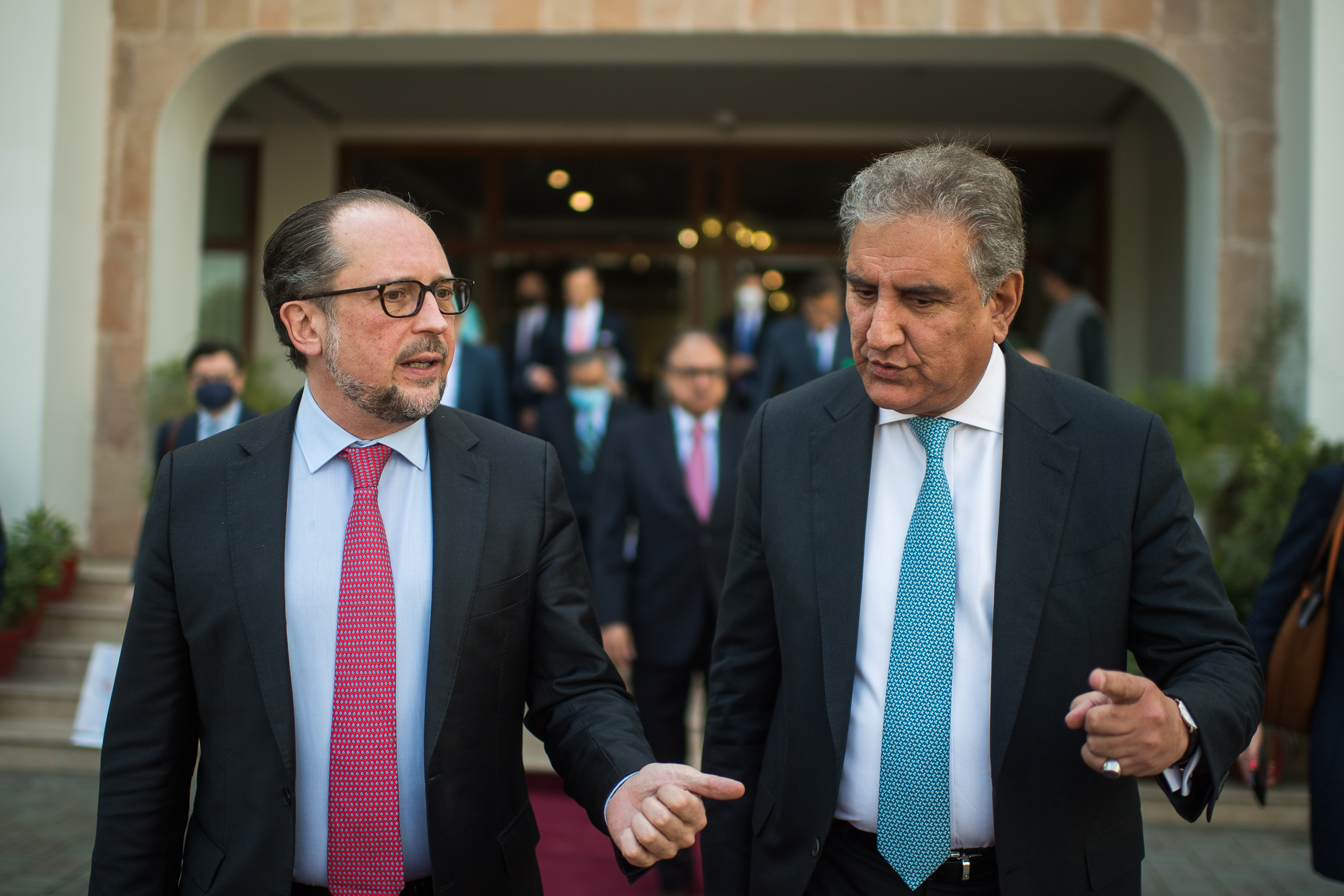
Qureshi rencontre son homologue autrichien Alexander Schallenberg à Islamabad, le 17 mars 2022.

Le 14 novembre 2011, il quitte le Parti du peuple pakistanais, décision qu'il motive pour de multiples raisons. Il dénonce en particulier le pouvoir d'Asif Ali Zardari au sein du parti et l'alliance entre le PPP et la Ligue musulmane du Pakistan (Q), alors qu'il considère que ce dernier est indirectement responsable de l'assassinat de Benazir Bhutto. Il estime également que les véritables coupables de cet assassinat n'ont pas été arrêtés.
Le 27 novembre 2011, il annonce qu'il rejoint le Mouvement pour la justice d'Imran Khan lors d'un discours à Ghotki (nord du Sind) devant 40 000 personnes. Il critique alors le président Asif Ali Zardari et rend hommage à Benazir Bhutto. Lors des élections législatives de 2013, il gagne un siège de député à l'Assemblée nationale dans la troisième circonscription de Multan avec 48,7 % des voix mais il est défait dans la première circonscription de la ville avec 32 % des voix, par le candidat de la Ligue musulmane du Pakistan (N) qui obtient 41 %.
Il est réélu dans sa circonscription lors des élections législatives de 2018 avec 53,2 % des voix. Le 20 août, il est nommé ministre des Affaires étrangères dans le gouvernement du nouveau Premier ministre Imran Khan.
Après presque quatre ans, il doit quitter son poste quand Imran Khan est destitué par une motion de censure à l'Assemblée nationale, le 10 avril 2022.
Le 30 janvier 2024, il est condamné à dix ans de prison ferme et à cinq ans d'inéligibilité pour divulgation de secrets d'État en compagnie de l'ancien Premier ministre Imran Khan, sa condamnation intervient à moins de dix jours des élections législatives.